# Hermann Stierlin
Hermann Stierlin (* 21. August 1859 in Schaffhausen, Schweiz; † 19. Jänner 1941 in Wien) war ein Architekt und Gesellschafter der Firma H. Stierlin (Erste Wiener Bimssteinindustrie).

## Leben
Hermann Stierlin wurde in Schaffhausen in gehobenen Verhältnissen geboren. Sein Vater war Fabriksbesitzer für Textilien und Kantonsrat.
Nach seinem Abschluss in Architektur an der Technischen Hochschule in Zürich bei Alfred Friedrich Bluntschli und Ferdinand Stadler ging er nach Wien, wo er im elterlichen Betrieb seiner Frau Barbara (geb. Wagner) arbeitete, in dem er nach der Eheschließung Miteigentümer wurde.
Er trat sowohl als Architekt wie auch als Bauherr auf. Es gab Zusammenarbeiten mit Hans Prutscher, Josef Urban, Rudolf Jäger und Anton Schwertmann.
Da seine Ehe kinderlos blieb, nahm er in alten Jahren seine Ziehtochter Karoline auf, die sein erhebliches Vermächtnis erbte, als er im Alter von 82 Jahren als Schweizer Staatsbürger starb.
Ein in der Literatur hervorgehobener Bau ist das Haus Hamburgerstraße 8 / Rechte Wienzeile 55, weil hier mit einer langen und schmalen Parzelle eine schwierige Bauaufgabe vorhanden war und es außerdem einen in Wien seltenen Fall darstellt, wo westeuropäischer (belgischer) Jugendstil-Einfluss wirksam wurde.

## Werke
| Foto  |                 | Baujahr   | Name                                           | Standort                                                 | Beschreibung                                               | Metadaten                                                                              |
| ----- | --------------- | --------- | ---------------------------------------------- | -------------------------------------------------------- | ---------------------------------------------------------- | -------------------------------------------------------------------------------------- |
| BW    | Datei hochladen | 1886      | Miethäuser                                     | Wien 8, Kochgasse 17 Standort                            | Anmerkung: Lt. Quelle fälschlich auch Kochgasse 16         | P84(Architekt): P131(Ort):                                                             |
| ja    | Datei hochladen | 1889      | Miethaus HERIS-ID: 14883 Objekt-ID: 11121      | Wien 9, Berggasse 19 Standort                            | Haus der Büros von Sigmund Freud                           | P84(Architekt): P131(Ort):Wien Region-ISO:AT-9                                         |
| BW    | Datei hochladen | 1890      | Miethaus                                       | Wien 18, Gentzgasse 63 Standort                          | Anmerkung: ehemals Herrengasse                             | P84(Architekt): P131(Ort):                                                             |
| ja    | Datei hochladen | 1893      | Miethaus                                       | Wien 2, Taborstraße 33 Standort                          | Anmerkung: gemäß wien.gv.at                                | P84(Architekt): P131(Ort):                                                             |
| BW    | Datei hochladen | 1895      | Miethaus                                       | Wien 9, Bindergasse 4 Standort                           |                                                            | P84(Architekt):Hermann Stierlin P131(Ort):Wien Region-ISO:AT-9                         |
| ja    | Datei hochladen | 1896      | Miethaus                                       | Wien 4, Schelleingasse 2 Standort                        |                                                            | P84(Architekt):Hermann Stierlin P131(Ort):Wien Region-ISO:AT-9                         |
|       | Datei hochladen | 1896      | Miethaus                                       | Wien 4, Große Neugasse 27                                | zerstört                                                   | P84(Architekt): P131(Ort):                                                             |
| BW    | Datei hochladen | 1897      | Miethaus                                       | Wien 1, Passauer Platz 2 Standort                        |                                                            | P84(Architekt): P131(Ort):                                                             |
| ja    | Datei hochladen | 1897      | Miethaus                                       | Wien 6, Linke Wienzeile 34 Standort                      | Anmerkung: Ausf. Seitl & Kleee                             | P84(Architekt):Hermann Stierlin P131(Ort):Wien Region-ISO:AT-9                         |
| ja BW | Datei hochladen | 1897      | Wohn- u. Geschäftshaus „Zum kleinen Zwetl Hof“ | Wien 1, Schwertgasse 4 Standort                          | Anmerkung: Schreibweise Zwetl gemäß Türschild              | P84(Architekt):Hermann Stierlin P131(Ort):Wien Region-ISO:AT-9                         |
| BW    | Datei hochladen | 1898      | Miethaus                                       | Wien 20, Karl-Meißl-Gasse 12 Standort                    |                                                            | P84(Architekt): P131(Ort):                                                             |
| ja    | Datei hochladen | 1900      | Miethaus                                       | Wien 7, Lerchenfelderstraße 37 Standort                  |                                                            | P84(Architekt):Hermann Stierlin P131(Ort):Wien Region-ISO:AT-9                         |
| BW    | Datei hochladen | 1900      | Miethaus                                       | Wien 8, Buchfeldgasse 6 Standort                         | Anmerkung: mit Josef Urban                                 | P84(Architekt):Joseph Urban, Hermann Stierlin P131(Ort):Wien Region-ISO:AT-9           |
| ja    | Datei hochladen | 1902      | Miethaus                                       | Wien 5, Hamburgerstraße 8 / Rechte Wienzeile 55 Standort |                                                            | P84(Architekt):Ferdinand Krenz, Hermann Stierlin P131(Ort):Wien Region-ISO:AT-9        |
| ja    | Datei hochladen | 1902      | Miethaus                                       | Wien 6, Dürergasse 17 Standort                           |                                                            | P84(Architekt):Hermann Stierlin P131(Ort):Wien Region-ISO:AT-9                         |
| ja    | Datei hochladen | 1903      | Miethaus                                       | Wien 6, Gumpendorferstraße 74 Standort                   | Anmerkung: Mit Hans Prutscher                              | P84(Architekt):Hans Prutscher, Hermann Stierlin P131(Ort):Wien Region-ISO:AT-9         |
| ja BW | Datei hochladen | 1903      | Miethaus                                       | Wien 15, Fünfhausgasse 13 Standort                       |                                                            | P84(Architekt): P131(Ort):                                                             |
|       | Datei hochladen | 1903      | Miethäuser                                     | Wien 15, Gablenzgasse 9–13                               | zerstört                                                   | P84(Architekt): P131(Ort):                                                             |
| BW    | Datei hochladen | 1904–1905 | Miethaus                                       | Wien 1, Franz Josefs-Kai 5 Standort                      | Anmerkung: mit Hans Prutscher                              | P84(Architekt): P131(Ort):                                                             |
| ja    | Datei hochladen | 1905      | Miethaus                                       | Wien 6, Worellstraße 3 Standort                          |                                                            | P84(Architekt): P131(Ort):                                                             |
| ja    | Datei hochladen | 1905      | Miethaus                                       | Wien 8, Albertgasse 14 Standort                          | Anmerkung: Identadresse Pfeilgasse 25                      | P84(Architekt): P131(Ort):                                                             |
| BW    | Datei hochladen | 1909      | Miethaus                                       | Wien 5, Rechte Wienzeile 75 Standort                     | Anmerkung: mit Rudolf Jäger                                | P84(Architekt):Hermann Stierlin P131(Ort):Wien Region-ISO:AT-9                         |
| BW    | Datei hochladen | 1910      | Miethaus                                       | Wien 15, Rauchfangkehrergasse 28 Standort                |                                                            | P84(Architekt):Hermann Stierlin P131(Ort):Wien Region-ISO:AT-9                         |
| ja    | Datei hochladen | 1911      | Miethaus                                       | Wien 4, Waaggasse 17–19 / Preßgasse 12 Standort          | Anmerkung: Ausf. Anton Schwertmann                         | P84(Architekt):Hermann Stierlin, Anton Schwertmann jun. P131(Ort):Wien Region-ISO:AT-9 |
| ja    | Datei hochladen | 1911      | Miethaus                                       | Wien 5, Jahngasse 30 / Spengergasse 15 Standort          | Anmerkung: Ausführung Anton Schwertmann                    | P84(Architekt):Hermann Stierlin P131(Ort):Wien Region-ISO:AT-9                         |
|       | Datei hochladen | 1914      | Miethaus                                       | Wien 5, Siebenbrunnenplatz 7 Standort                    | zerstört                                                   | P84(Architekt):Hermann Stierlin P131(Ort):Wien Region-ISO:AT-9                         |
| ja BW | Datei hochladen | 1914      | Miethaus                                       | Wien 5, Storkgasse 7–9 / Kohlgasse 2c Standort           | Anmerkung: mit Rudolf Ernest, Baufirma Ernest & Thalwitzer | P84(Architekt):Hermann Stierlin P131(Ort):Wien Region-ISO:AT-9                         |
| ja    | Datei hochladen | 1914      | Miethaus                                       | Wien 5, Fendigasse 15–17 Standort                        | Anmerkung: stark verändert                                 | P84(Architekt):Hermann Stierlin P131(Ort):Wien Region-ISO:AT-9                         |
| BW    | Datei hochladen | 1920      | Villa                                          | Bad Deutsch-Altenburg, NÖ, Haydnweg 3 Standort           |                                                            | P84(Architekt): P131(Ort):                                                             |
| ja    | Datei hochladen | 1932      | Miethaus                                       | Wien 13, Fasangartengasse 37 Standort                    | Anmerkung: mit Lambert Hofer                               | P84(Architekt): P131(Ort):                                                             |